# Ян из Швамберка
Ян из Швамберка (чеш. Jan ze Švamberka; ум. в 1510 или 1516 году) — средневековый чешский аристократ и государственный деятель из панского рода Швамберков, генеральный приор Чешской провинции ордена иоаннитов в 1468—1510 годах. В период войны за чешский престол 1466—1478 годов вопреки требованиям Римской курии поддерживал Йиржи из Подебрад, затем Владислава II Ягеллона. Заседатель Чешского земского суда с 1485 года.

## Происхождение и молодые годы
Ян из Швамберка происходил из обедневшей миликовской ветви старинного чешского панского рода Швамберков и, вероятно, был последним представителем этой ветви. Он родился в семье Прокопа из Швамберка на Миликове и Бонуши из Вишкова. О его молодости сведений не сохранилось, скорее всего, в юности он находился под покровительством своего деда Петра Лабути из Швамберка, служившего в 1423—1440 годах бургграфом в Манетинской коменде ордена иоаннитов, что, очевидно, и определило будущую духовно-рыцарскую карьеру Яна. Не сохранилось никаких сведений о том, унаследовал ли Ян какие либо владения от своих родителей или деда.

## Духовно-рыцарская карьера
На исторической сцене Ян из Швамберка появляется в 1458 году, когда он принял участие в заседании земского сейма, избравшего Йиржи из Подебрад новым королём Чехии. Вероятно, в это время Ян уже состоял в ордене иоаннитов. В 1460 году Ян был назначен коадъютором при генеральном приоре Чешской провинции ордена иоаннитов Йоште из Рожмберка. После смерти Йошта в декабре 1467 года обязанности главы Чешской провинции ордена некоторое время исполнял администратор Зденек из Вальдштейна. В 1468 году на должность генерального приора Чешской провинции был избран Ян из Швамберка, в том же году его избрание было подтверждено папой Павлом II, который уполномочил аббата Златокорунского монастыря ввести вновь избранного генерального приора в должность. 12 марта 1468 года братья-иоанниты Австрийского бальяжа Чешского приората ордена направили великому магистру ордена Джованни Баттиста Орсини и конвенту на Родосе послание о своём согласии с избранием Яна из Швамберка и с просьбой о его утверждении в должности. 18 августа великий магистр ордена утвердил Яна из Швамберка в должности пожизненно с обязанностью ежегодной выплаты в орденскую казну 100 дукатов.
Ян из Швамберка принял Чешскую провинцию ордена в плачевном с экономической точки зрения положении, что было последствием долгих и разрушительных Гуситских войн. Замок Страконице — резиденция генеральных приоров Чешской провинции иоаннитов — уцелел во время войны, однако городок Страконице был серьёзно разрушен пожарами. Из десяти процветавших чешских домов и комтурств (коменд) ордена сохранилось лишь три — крепость с костёлом в Радомишле, коменды Пичин у Пршибрама и Плосковице. Во время войны иоанниты фактически утратили одну из своих крупнейших коменд в Манетине. При всём при этом от генерального приора требовалось обеспечить регулярное поступление установленных сумм в орденскую казну на Родосе. Кроме того, в условиях затянувшегося Sede Vacante в Пражской архиепархии генеральный приор иоаннитов являлся высшим католическим иерархом на территории Чехии.
Ситуация усугублялась ещё и тем, что в это время продолжалась война за чешский престол и вскоре после утверждения в должности Ян из Швамберка получил от папской курии требование признать законным королём Чехии Матиаша Корвина. Получив отказ генерального приора, Рим наложил интердикт на его страконицкие владения. Не помогло даже ходатайство Богуслава из Швамберка в июне 1469 года, которому папский легат ответил, что снимет интердикт только после того, как генеральный приор иоаннитов подчинится Святому престолу и торжественно признает королём Чехии Матиаша Корвина. В конце-концов, Ян из Швамберка под давлением своего дяди Богуслава согласился выполнить условия Рима, однако в дальнейшем сохранял нейтралитет в отношении воюющих сторон. Другой проблемой в начале правления Яна стал спор с пробстом Святовитского митрополичего капитула Ганушем из Коловрат, разгоревшийся в 1470 году из-за панства Волине. Гануш утверждал, что Йошт из Рожмберка, который был предшественником в должности одновременно и Яна из Швамберка, и Гануша из Коловрат, незаконно передал Волине из владения Святовитского капитула во владение генерального приора иоаннитов, чем причинил капитулу ощутимый ущерб. Длительный спор, однако, закончился для пробста ничем и Волиньское панство осталось у Чешской провинции иоаннитов. К тому времени, в 1471 году умер король Йиржи из Подебрад, что вновь обострило борьбу на чешский престол. Рим вновь потребовал от Яна из Швамберка признать королём Матиаша Корвина, однако Ян поддержал Владислава Ягеллона.
Чаша терпения Римской курии переполнилась после того как Ян из Швамберка пригласил в замок Страконице для достижения перемирия не только католиков, но и утраквистов, поддерживавших разных кандидатов в короли Чехии. В ответ на это папский легат предал Яна анафеме. Вместе с тем, в феврале 1472 года
Ян из Швамберка получил от короля Владислава II Ягеллона важную привилегию — отныне король не мог передавать в залог коменды и имения иоаннитов в Чешском королевстве. В то же время папский легат предписал администратору Пражской архиепархии Яну из Крумлова наложить проклятие на Яна из Швамберка и запретить чешским иоаннитам ввозить из Австрии соль, железо и иные товары. Ян из Крумлова, впрочем, не осмелился исполнить предписания Рима, к тому же 31 мая 1472 года на земском сейме в Немецком Броде было достигнуто соглашение о перемирии на один год, а 10 июня Ян из Швамберка был избран одним из семи уполномоченных (чеш. oprávci) сейма по контролю за соблюдением установленного перемирия (Яну было поручено контролировать территорию Прахеньского края).
В феврале 1474 года перемирие между претендентами на престол было продлено ещё на три года, а 12 апреля в Пльзени Ян из Швамберка участвовал в съезде чешских панов, одним из предводителей которых был Богуслав из Швамберка, враждовавших с баварским герцогом. Резолюция съезда о прекращении военных действий против баварцев была скреплена печатью, в том числе, и Яна из Швамберка. 13 декабря 1475 года генеральный приор Ян из Швамберка увеличил владения Чешской провинции ордена, купив у отягощённых долгами панов из Рожмберка Гельфенбуркское панство с городком Баворов за 5 731 коп мейсенских грошей. В сентябре следующего года Ян присоединился к Богуславу из Швамберка, начавшему войну против императора Фридриха III Габсбурга и австрийских феодалов, бесчинствовавших на юге Чехии. После непродолжительных военных действий Швамберки заключили с императором перемирие 3 декабря 1476 года, поскольку назревало возобновление войны за чешскую корону. Следующее перемирие с императором Богуслав и Ян из Швамберка подписали 20 апреля 1477 года.
Во время войны с императором Фридрихом III, одновременно являвшимся эрцгерцогом Австрии, Ян из Швамберка выступал, прежде всего, в качестве дипломата чешской панской коалиции, занимавшийся переговорами с австрийской стороной. Любопытно, что в ходе этого чешско-австрийского конфликта среди противников генерального приора оказался и комтур австрийской Майльбергской коменды иоаннитов, которая формально входила в состав Чешской провинции ордена. Национальная солидарность, однако, в данном случае превозмогла над орденской субординацией и майльбергский комтур фактически воевал против генерального приора Яна из Швамберка — своего непосредственного начальника. Другая война, шедшая в тот период — война за престол Чехии — завершилась в 1478 году. Не смотря на то, что Яну удалось вернуть под контроль ордена костёл в Гораждёвице, войны принесли много вреда имуществу Чешской провинции, так что генеральному приору пришлось распродать часть орденских имений, ставших убыточными. В частности, в 1475 году Ян отдал Плосковицкую коменду ордена в залог Йиндржиху из Рабштейна, а в 1483 году продал опустевший замок Манетин и всю обезлюдевшую Манетинскую коменду Богуславу из Швамберка, у которого они и так находилась в залоге, за 9 024 коп чешских грошей. Были проданы и моравские владения ордена — замок Орловице с близлежащими имениями. Фактически, владения генерального приора на территории Чехии и Моравии к концу войн ограничились Страконицким панством, в состав которого входили замок Страконице, местечки Страконице и Радомишль и 45 деревень. Кроме того, в залоге у ордена находилось местечко Волине с крепостью (управлявшаяся иоаннитским бургграфом), что оспаривалось их титульным владельцем — пражским Святовитским капитулом.
В 1485 году Ян из Швамберка в качестве советника и представителя короля Владислава Ягеллона принял активное участие в заключении Кутногорского религиозного мира, окончательно закрепившего свободу вероисповедания в Чешском королевстве. В том же году 6 июня после почти двадцатилетнего перерыва возобновил свою работу Высочайший земский суд, в состав которого король включил, в том числе, Яна из Швамберка — единственного из рода Швамберков. В 1493—1495 годах Ян предпринял путешествие в Силезию с целью инспекции многочисленных силезских коменд ордена.
К концу XV века относится строительная деятельность Яна из Швамберка. В этот период он перестроил здание конвента иоаннитов на пражской Мала-Стране, которое однако было существенно повреждено пожаром 1503 года. По указанию Яна была начата реконструкция находящегося там же орденского костёла Девы Марии под цепью, до окончания которой он не дожил. Существенные строительные работы были проведены и в Страконицком замке: Ян возвёл второй этаж замкового дворца с новыми покоями генерального приора и жилой башней Еленка, около 1500 года он обновил свод замкового костёла Святого Прокопа. Будучи духовным сеньором Страконицкого панства, Ян сделал очень многое для развития агломерации Страконице и Радомишля, он первым из генеральных приоров начал поддерживать местные ремесленные цехи, ставшие в будущем основой развития мануфактурного производства. В 1482 году Ян утвердил цеховый артикул и в дальнейшем в Страконице были учреждены семь ремесленных цехов (суконщиков, портных, золотых дел мастеров, шорников, каменщиков и другие). В 1483 году Ян даровал Страконице орденский дом, для устройства в нём ратуши и склада соли. В том же году он освободил мещан Радомишля от барщины и даёт им право апелляции к генеральному приору. В мае 1507 года король Владислав II по ходатайству Яна из Швамберка пожаловал жителям Страконице право на пошлины и мыт в отношении всех, кто проезжал дорогой в Страконице, через него или мимо городка на расстоянии полумили. Мещане Страконице за это обязаны были чинить свои дороги и мосты.
Продолжавшаяся послевоенная неблагоприятная экономическая ситуация, привела к тому, что к концу века Ян из Швамберка как генеральный приор провинции задолжал родосской казне великого магистра ордена иоаннитов 2 или 2,5 тысячи дукатов платежей по установленным ежегодным взносам. Недовольный этим обстоятельством великий магистр иоаннитов Пьер д’Обюссон в 1501 году сместил Яна из Швамберка с должности генерального приора и обратился к королю Владиславу II за поддержкой. Король одобрил решение Родоса и выдвинул кандидатом на место Яна своего коморника Микулаша (Матиаша) Тухоразского, который даже не состоял в ордене иоаннитов. Великий магистр утвердил его в должности на 10 лет, однако Микулаш фактически так и не смог занять свой новый пост. Вскоре Ян из Швамберка внёс 150 дукатов на вооружение орденского флота и был частично реабилитирован. О том, что Ян сохранил управление, по крайней мере, Страконицким панством ордена свидетельствует дело об убитом мальчике, которое расследовалось в 1503 году в Страконице по приказу Яна из Швамберка. Следствие показало, что мать убитого мальчика, селянка из Страконицкого панства, продала его за три золотых семье евреев-ростовщиков — двум братьям и их матери. Евреев обвинили в ритуальном убийстве ребёнка. Когда об этом случае узнали при дворе, король Владислав потребовал от Яна из Швамберка передать дело на рассмотрение Высочайшего земского суда, однако Ян рассмотрел дело в своей феодальной курии и приговорил братьев-евреев, их мать и мать убитого мальчика к сожжению заживо, что и было вскоре исполнено на центральной площади Страконице.
В 1505 году новый великий магистр ордена иоаннитов Эмери д’Амбуаз простил Яну из Швамберка значительную часть долга по взносам в казну ордена. В 1506 году коадъютором при генеральном приоре Яне из Швамберка был назначен Ян III из Рожмберка, воспитанный Яном в замке Страконице и посвящённый в рыцари, который сразу же включился в управление делами наряду с генеральным приором, часто замещая его при решении разного рода задач. Можно предположить, что в тот период Ян из Швамберка уже не мог в полной мере исполнять функции генерального приора в силу преклонного возраста или ухудшения здоровья. После того как Ян в 1509 году уплатил в орденскую казну 400 венгерских золотых он был полностью восстановлен в правах генерального приора Чешской провинции ордена. Через какое то время после этого Ян из Швамберка умер, поскольку в грамоте, датированной 18 октября 1510 года, в качестве главы чешского приората фигурирует уже Ян из Рожмберка. Сохранились сведения, что ещё в апреле 1510 года Ян из Швамберка участвовал в качестве ответчика в рассмотрении одного судебного дела, однако в регистрах коморниго суда под 11 ноября 1510 года Ян уже числится умершим. Его тело было погребено в крипте орденского костёла Святого Прокопа в Страконицком замке. Ян был, вероятно, последним представителем миликовской ветви рода Швамберков, его брат Вацлав, судя по всему, умер ранее, не оставив мужского потомства.

## Описание герба
В течение своего длительного пребывания в должности генерального приора Ян из Швамберка использовал несколько вариантов герба. Первый вариант представляет собой четверочастный (поделённый на четыре поля) геральдический щит, в первом и четвёртом червлёных полях которого изображён серебряный геральдический крест, а во втором и третьем червлёных полях — серебряный лебедь с золотыми клювом и лапами. Более сложный вариант герба содержал над щитом геральдический шлем типа жабья голова с червлёно-серебряным намётом и серебряным лебедем в нашлемнике (этот вариант герба можно увидеть в пресвитерии костёла Святой Катержины в Варважове, который во времена Яна из Швамберка принадлежал ордену иоаннитов). Другой вариант герба отличается от первого только тем, что в первом и четвёртом полях геральдического щита изображался не обычный, а мальтийский крест.